# Mykola Chaparenko
Mykola Volodymyrovytch Chaparenko (en ukrainien : Микола Володимирович Шапаренко), né le 4 octobre 1998 à Velyka Novosilka, dans l'Oblast de Donetsk en Ukraine, est un footballeur international ukrainien évoluant au poste de milieu de terrain avec le Dynamo Kiev.

## Biographie

### En club
En juillet 2015, il signe en faveur du Dynamo Kiev, en provenance du FK Marioupol. Il atteint lors de la saison 2017-2018 les huitièmes de finales de la Ligue Europa avec le Dynamo.

### En sélection
Avec les moins de 19 ans, il participe aux éliminatoires du championnat d'Europe des moins de 19 ans 2017, inscrivant en octobre 2016 un but contre l'Islande, et délivrant en mars 2017 une passe décisive face à la Grèce.
Avec les espoirs, il inscrit en mars 2018 un but contre l'Angleterre, lors des éliminatoires de l'Euro espoirs 2019.
Il joue son premier match en équipe d'Ukraine le 31 mai 2018, en amical contre le Maroc (0-0 à Lancy).
Le 4 septembre 2021 lors du match contre la France en phase éliminatoire de la Coupe du Monde 2022, il marque un très beau but de 20m.
En juin 2021, il fait partie de la liste des 26 joueurs convoqués par Andriy Chevtchenko pour disputer l'Euro 2020.
En mai 2024, il fait partie de la liste des 26 joueurs convoqués par Serhiy Rebrov en vue de l'Euro 2024. Le 21 juin, lors de la deuxième journée de phase de groupes face à la Slovaquie, il contribue à la victoire ukrainienne en marquant le but égalisateur à la 54e minute. 

## Statistiques
| Saison                | Club                  | Championnat           | Championnat | Championnat | Coupe(s) nationale(s) | Coupe(s) nationale(s) | Supercoupe | Supercoupe | Compétition(s) continentale(s) | Compétition(s) continentale(s) | Compétition(s) continentale(s) | Total | Total |
| Saison                | Club                  | Division              | M.          | B.          | M.                    | B.                    | M.         | B.         | Comp.                          | M.                             | B.                             | M.    | B.    |
| 2014-2015             | FK Marioupol          | Premier-Liga          | 2           | 1           | -                     | -                     | -          | -          | -                              | -                              | -                              | 2     | 1     |
| Sous-total            | Sous-total            | Sous-total            | 2           | 1           | -                     | -                     | -          | -          | -                              | -                              | -                              | 2     | 1     |
| 2017-2018             | Dynamo Kiev           | Premier-Liga          | 14          | 1           | 2                     | 0                     | -          | -          | C3                             | 5                              | 0                              | 21    | 1     |
| 2018-2019             | Dynamo Kiev           | Premier-Liga          | 22          | 5           | 2                     | 2                     | 1          | 0          | C1+C3                          | 1+6                            | 0+1                            | 32    | 8     |
| 2019-2020             | Dynamo Kiev           | Premier-Liga          | 15          | 1           | 2                     | 0                     | -          | -          | C3                             | 1                              | 0                              | 18    | 1     |
| 2020-2021             | Dynamo Kiev           | Premier-Liga          | 24          | 4           | 3                     | 0                     | 1          | 0          | C1+C3                          | 8+3                            | 1+0                            | 39    | 5     |
| 2021-2022             | Dynamo Kiev           | Premier-Liga          | 13          | 2           | 1                     | 0                     | 1          | 0          | C1                             | 6                              | 0                              | 21    | 2     |
| Sous-total            | Sous-total            | Sous-total            | 88          | 13          | 10                    | 2                     | 3          | 0          | -                              | 31                             | 2                              | 132   | 17    |
| Total sur la carrière | Total sur la carrière | Total sur la carrière | 90          | 14          | 10                    | 2                     | 3          | 0          | -                              | 31                             | 2                              | 134   | 18    |

## Palmarès
Dynamo Kiev
- Champion d'Ukraine en 2021.
- Vainqueur de la Coupe d'Ukraine en 2020 et 2021.